# Beautiful Silence
Beautiful Silence – singel Liamoo, wydany 26 listopada 2016 nakładem Universal Music.
Singel dotarł do 42. miejsca na oficjalnej szwedzkiej liście sprzedaży.

## Lista utworów
- Digital download[1]

1. „Beautiful Silence” – 3:06

## Notowania
| Kraj    | Notowanie (2016)  | Najwyższa pozycja |
| ------- | ----------------- | ----------------- |
| Szwecja | Sverigetopplistan | 42                |